# NGC 2225
NGC 2225 је расејано звездано јато у сазвежђу Једнорог које се налази на NGC листи објеката дубоког неба.
Деклинација објекта је - 9° 38' 30" а ректасцензија 6h 26m 37,0s. Привидна величина (магнитуда) објекта NGC 2225 износи 11,5.